# Thysanomitrion filifolium
Thysanomitrion filifolium là một loài rêu trong họ Dicranaceae. Loài này được Hornsch. Hampe mô tả khoa học đầu tiên năm 1853.